# Seznam turških arhitektov
Seznam turških arhitektov.

## A
- Selçuk Avcı (*1961) (turško-angleško-slovenski)

## B
- Nigoğayos Balyan (1826–1858)
- Garabet Balyan
- Sarkis Balyan
- Hagop Balyan
- Krikor Balyan

## H
- Mimar Hayruddin (most v Mostarju)

## D
- Vedat Dalokay

## K
- Arhitekt Kasemi

## S
- Mimar Sinan